# Piazza Matteotti (Scandicci)
 Piazza Matteotti  è collocata al centro storico della Scandicci ottocentesca e al suo interno si trova l'edificio del Comune vecchio, completato nel 1870 su un terreno donato dalla famiglia Poccianti; nella piazza nel 1926 fu posto un Monumento ai caduti della prima guerra mondiale.

## Storia

### Una piazza senza nome
Per decenni la piazza non aveva un nome proprio. All'inizio del XX secolo venne intitolata ad Umberto I dopo il suo assassinio.
Nel secondo dopoguerra la piazza assunse l’attuale denominazione.

### Il vecchio municipio
Il vecchio palazzo comunale, collocato al centro della piazza, è stato costruito nel 1870 dall'ingegner Francesco Martelli; il comune il 16 maggio dello stesso anno procedette all'acquisto dalla famiglia Poccianti.  L'11 aprile 1871 si tenne l'ultima riunione del consiglio comunale in Villa Poccianti (prima sede della giunta di Casellina e Torri dal 1868); il 13 maggio si tenne la prima riunione nel (all'epoca nuovo) palazzo comunale.
L'amministrazione comunale nel 1975 si trasferì nel nuovo palazzo comunale nel piazzale della Resistenza, opera dell'architetto Piero Grassi. 
Per alcuni anni l'edificio è stato adibito a  Biblioteca , e oggi ha la funzione di  Urban Center . 
L'edificio presenta un loggiato, che richiama l'architettura ottocentesca e, nella parte retrostante, si trova un grande arco, il quale collega la vicina  Piazza Piave , costruita nel 1876. Qui si allenava la Robur Scandicci ( fondata nel 1908) prima della costruzione del nuovo palazzetto dello sport, progettato negli anni 30.
La squadra aveva sede al numero civico 32 di piazza Umberto I e gli spogliatoi nel Palazzo dello Spedale, all'angolo di piazza Piave con via Burchietti. Al suo posto oggi sorge una banca.
Sotto i portici si trovano tre lapidi commemorative:  la prima a ricordo dell'annessione della città al Regno di Sardegna (realizzata da Francesco Mattei nel 1861) costata 110 lire dell'epoca; la seconda è dedicata alle cosiddette  Barricate di Scandicci : nella notte tra il 28 febbraio e il 1 marzo 1921, i cittadini di Scandicci eressero delle barricate contro l'inevitabile attacco delle camicie nere. Il giorno precedente fu assassinato, dai fascisti, il sindacalista Spartaco Lavagnini. La terza invece è stata realizzata per commemorare il decimo anniversario della liberazione italiana dal nazifascismo.

### Monumento ai Caduti
Nella piazza è presente un monumento dedicato ai caduti di Casellina e Torri durante la Grande guerra eretto da Alimondo Ciampi. Su un blocco di marmo, si erge un uomo con in mano uno scudo e una lancia. Nel basamento troviamo scolpite due corone di alloro. Il monumento è stato realizzato nel 1926, in quanto nell'iscrizione si parla della Comunità di Casellina e Torri, la quale assunse il nome attuale solo nel 1929.

### Cinema Cabiria, già Teatro Manzoni[6]
Intorno al 1860 si costiutì la Società( poi Accademia) Filodrammatica "Alessandro Manzoni", la quale svolgeva la propria attività artistica in un piccolo teatro provvisorio. Quando il Comune dovette affrontare il problema di una nuova sede, fu proposto di assegnare un lotto di terreno all'associazione.
Il progetto l'affidarono all'architetto modenese Vincenzo Micheli e fu approvato il 30 aprile 1876. 
Il teatro fu inaugurato la sera del 28 agosto 1878.
Le strutture erano interamente in legno ed aveva una capienza di 200 posti. Si presentava con una pianta ad "U", con nove palchi disposti in due ordini e galleria. Il palcoscenico aveva una soffitta con tutti i macchinari scenici. Il sipario lo dipinse Federico Andreotti, pittore macchiaiolo.
Successivamente il teatro fu adibito a cinema, funzione che svolge ancor oggi.

## Ristrutturazione

### Il concorso
Nel 2000 l'Amministrazione Comunale di Scandicci ha bandito un concorso di idee per il ripristino e per il nuovo arredo del complesso urbanistico di piazza Matteotti. Sono arrivati cinquantaquattro progetti da tutto il mondo valutati da una commissione presieduta dal sindaco Giovanni Doddoli e composta dal sovrintendente Mario Lolli Ghetti, dal docente di storia dell'architettura contemporanea Gianni Pettena, da Raffaella Saraconi dell'Ordine professionale degli architetti, da Francesco Vacca dell'Ordine professionale degli ingegneri, dal presidente di Scandicci Cultura Sergio Staino, dall'architetto Andrea Martellacci dirigente del Settore parchi e qualità della vita urbana del Comune di Scandicci, e da Temistocle Antoniadis, operatore di moda della Gucci spa.

### Il progetto
Progetto vincitrice del concorso è risultato quello presentato dal giovane architetto livornese Sandro Bonannini che si caratterizza per una serie di interventi minimi, necessari e sufficienti alla sistemazione della piazza, rafforzandone i caratteri propri della piazza e ampliandola fino ad accogliere la limitrofa Piazza Piave, e centrando l'intervento sulla pavimentazione, l'illuminazione e l'arredo.

### La realizzazione
I lavori nella piazza, affidati con gara pubblica, sono iniziati il 17/03/2003 e terminati il 04/12/2003. I lavori sono stati eseguiti dalle seguenti ditte:
- La Restauro srl Costruzioni la sistemazione della pavimentazione con un costo di euro. 738.900.
- L'impresa Buonafede srl la realizzazione della loggia in ferro con un costo di euro 288.000
- ENEL SO.LE il nuovo impianto di illuminazione pubblica con un costo di euro. 136.000.

Il 14 Dicembre 2003 la nuova piazza è stata inaugurata con una grande festa simbolo di ciò che la nuova piazza deve rappresentare: un luogo di incontro dei cittadini, che ospiterà musica, feste, ed eventi spettacolari.
Nella nuova piazza la ghiaia è stata sostituita da pavimenti in pietra, in granulato ed a un prato calpestabile. Lateralmente sono collocate due fontane a secco. La novità più evidente è una loggia, unico oggetto a sviluppo verticale nel nucleo della piazza ottocentesca. Una speciale illuminazione dà risalto alle alberature, un filare di luci diffuse, caratterizza le pareti degli edifici ai lati della piazza ed un'illuminazione artistica fa risaltare il palazzo e la loggia.